# Stoney Cove
Stoney Cove ist ein überfluteter Steinbruch in der englischen Grafschaft Leicestershire. In den 1970er Jahren wurde das Gelände für den Tauchtourismus erschlossen und bietet seither Tauchmöglichkeiten für Sport- und Tech-Taucher.

## Geschichte des Steinbruchs
Anfang des 19. Jahrhunderts beschloss England, Granit aus lokalen Steinbrüchen zur Sanierung der maroden Straßen einzusetzen. Hierbei entstand auch der Steinbruch von Stoney Cove. Aufgrund des hohen Bedarfs an Steinen entschloss man sich im Jahre 1850, eine Eisenbahnlinie zu bauen, um den Granit leichter aus der oberen Grube ins Zentrum der nahe gelegenen Ortschaft Stoney Stanton transportieren zu können. Die Bahnstrecke verband den Ort im weiteren Verlauf mit dem Handelszentrum Birmingham.
Ein ständiges Problem des Steinbruchs war Quellwasser, sodass Pumpen eingesetzt werden mussten, damit der Steinbruch nicht überflutet wurde. Nachdem 1958 der Abbau von Granit beendet und die Pumpen abgestellt wurden, flutete das Quellwasser innerhalb weniger Monate den gesamten Steinbruch.

## Entwicklung des Tauchsports
Ab 1963 nutzten die ersten Taucher und Wasserski-Pioniere den gefluteten Steinbruch für sich. In den 1960er und 70er Jahren wurden hier Berufstaucher für den Einsatz auf den Nordsee-Ölfeldern vorbereitet und Unterwassergeräte für die Rohölgewinnung getestet.
Im Jahre 1978 wurde die Stoney Cove Marine Trials Ltd. gegründet, um Stoney Cove als kommerzielles Tauchgewässer zu nutzen und weiter auszubauen. Seitdem wurde die Infrastruktur – in Form von Parkplätzen, Sanitäranlagen und Speisegastronomie, Tauchbasis mit Füllstation und angegliederter Tauchschule – ständig verbessert. Durch den Bau einer neuen Zufahrtsstraße im September 1999, die mit einem Drainage-System unterlegt ist, konnten die Sichtverhältnisse unter Wasser während Regenperioden verbessert werden, da das Regenwasser mitsamt Schmutz und Sediment nicht mehr ungehindert in den Steinbruch fließen kann.
Durch das Einbringen von Attraktionen, wie z. B. im Jahr 2000 der „Stanegarth“, dem größten britischen Binnenschiffahrtswrack oder das U-Boot „Nautilus“ wurde ein „Unterwasserspielplatz“ geschaffen, um mehr Tauchtouristen nach Stoney Cove zu locken. Stoney Cove verfügt mit Tiefen bis maximal 36 Meter verschiedene Möglichkeiten für die Tauchausbildung und für Fun-Tauchgänge. Für die Tauchausbildung steht zusätzlich ein beheiztes Lehrschwimmbecken zur Verfügung.

## Verschiedene Unterwasser-Objekte
Neben einer Vielzahl weiterer Tauchobjekte finden sich in Stoney Cove die folgenden besonderen Objekte:
Viscount Aircraft Cockpit
Das Cockpit des ehemaligen Verkehrsflugzeugs Vickers Viscount wurde 1967 im Rahmen einer Rettungsübung in etwa 8 m Tiefe platziert.
Nautilus
Das etwa 10 m lange U-Boot Nautilus liegt auf einem Plateau in etwa 7 Meter Tiefe.
The Wessex
Der Hubschrauber Wessex HU 5 liegt in 18 bis 21 Meter Tiefe. Er wurde von der RAF gekauft. Während des Golfkriegs wurde der Wessex unter Wasser ausgeschlachtet.
The Bus
In den 1980er Jahren wurde durch den lokalen Hinckley Dive Club ein Bus versenkt. Er befindet sich etwa 30 Meter vor dem Rand einer Klippe, die steil nach unten auf etwa 36 Meter Tiefe abfällt.
The Galleon
In 6 m Tiefe in der südöstlichsten Ecke von Stoney Cove liegen Holzreste, die das Wrack eines alten Schiffes nachempfinden sollen. Das Schiffswrack wurde durch die Midlands Unterwasser-Archäologie-Gruppe nach den Plänen einer Galeone aus dem 17. Jahrhundert gebaut und diente für den Unterricht in unterwasserarchäologischen Fertigkeiten wie Zeichnen und Messen.
Aircraft Wreck
Das kleine Flugzeug ruht neben einem hölzernen Boot in ca. 20 Meter Tiefe in der südwestlichen Ecke von Stoney Cove. Es liegt mit dem Rumpf nach unten und berührt in einer Tiefe von ca. 18 Metern mit dem Heck eine Felswand.
Deep Hydrobox
Die Deep Hydrobox ist ein würfelförmiges Stahlgebilde mit 5 Metern Kantenlänge. Im Inneren der Box herrscht Dunkelheit und eine Taschenlampe ist zwingend notwendig. Die Box wurde konzipiert, um eine trockene Arbeitsumgebung für Schweißarbeiten und andere Unterwasseraufgaben zu schaffen.
Blow-Off Preventer (BOP)
Der Blowout Preventer ist ein Gerät, welches für die Bohrung nach Öl eingesetzt wurde. Es ermöglicht die Steuerung des Drucks von Fluiden während einer Ölbohrung und verhindert, das Öl unkontrolliert aus dem Bohrloch austritt.
4-metre Block House
Das Blockhaus 4m liegt an der östlichen Wand des Steinbruchs und ist ein kleines Gebäude mit nur einer Tür auf der Südseite und 2 kleine quadratischen Fenstern auf der Nord- und Westseite. In einer Tiefe von 4 bis 5 Metern sitzt es auf einem Vorsprung, der auf der südwestlichen Seite steil bis auf ca. 22 m abfällt.
Wooden Boat
Der hölzerne Kabinenkreuzer ist ein altes Holzboot, das in der westlichen Ecke von Stoney Cove bugseitig auf einem schrägen schieferartigen Südwall, nahe dem Aircraft Wreck liegt.
Stanegarth
Erbaut im Jahre 1910 von der Lytham Schiffsbau Gesellschaft für Rea Transport Co Ltd. Liverpool, war die Stanegarth ein Dampfschlepper, der überwiegend auf dem Gloucester-Kanal verwendet wurde. Obwohl vor ihrer Versenkung Tonnen von Stahlschrott einschließlich der Getriebe und Motoren ausgebaut wurden, wog sie noch knapp über 80 Tonnen. Die Stanegarth sitzt aufrecht in 22 Meter Wassertiefe.
FV 432 APC
Der FV 432 APC ein kleiner, britischer Schützenpanzer, der nach seinem Einsatz als Service-Fahrzeug einige Jahre als Ausstellungsstück im Panzermuseum in Bovington stand. Nun liegt er in seichtem Wasser in 3 bis 4 m Tiefe. Seine Luken und Heckklappe wurden verschlossen.
Winch
Die Winch ist eine alte Kranwinde aus den Tagen, als in diesem Steinbruch noch Granit abgebaut wurde. An der östlichen Wand des Steinbruchs in einer Tiefe von 5 bis 6 m gelegen ist diese teilweise stark mit Wasserpflanzen und Sediment bedeckt. Die Trommeln, welche die Krankabel enthalten haben, sind deutlich sichtbar.
Tug Boat Defiant
Der niederländische Schlepper „Defiant“ wurde am 16. September 2009 im Rahmen einer Zeremonie in Stoney Cove versenkt. Mündlichen Überlieferungen zufolge soll es auf ihm zwei Deutschen während des Zweiten Weltkrieges gelungen sein, nach England zu flüchten. Mit 14 m Länge und rund 20 Tonnen ist die Defiant etwas kleiner als die Stanegarth und liegt nordöstlich von ihr auf ca. 20 m Tiefe.
Trawler MV Belinda
Er wurde vor Hunderten von Schaulustigen versenkt und liegt zwischen der Defiant und dem FV 432 APC.